# Kostkowice (Dębowiec)

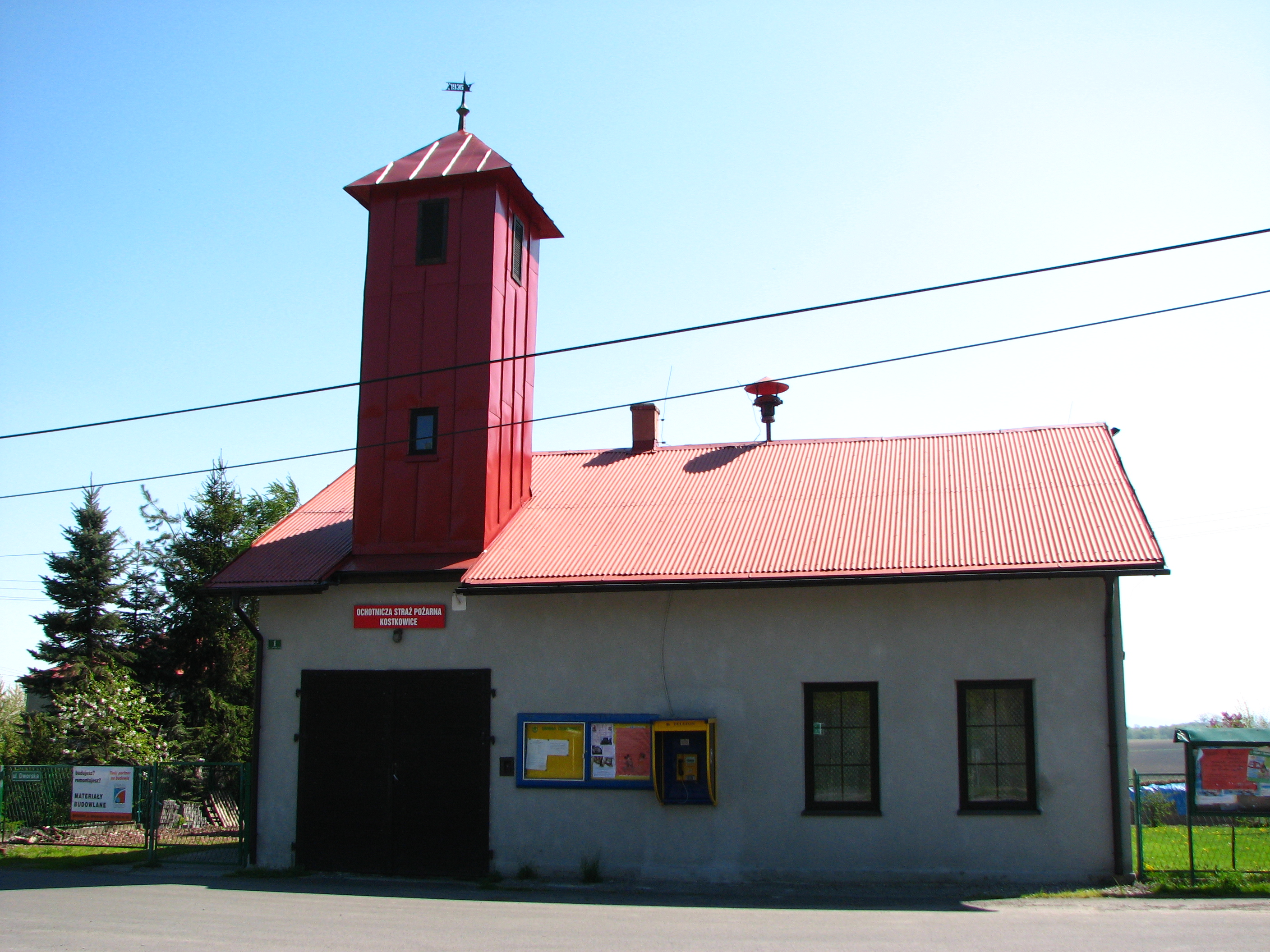
Feuerwehrhaus

Kostkowice (deutsch Kostkowitz) ist ein Ort mit einem Schulzenamt der Landgemeinde Dębowiec im Powiat Cieszyński der Woiwodschaft Schlesien in Polen.

## Geographie
Kostkowice liegt im Schlesischen Vorgebirge (Pogórze Śląskie), etwa 25 km westlich von Bielsko-Biała und 60 km südlich von Katowice.
Das Dorf hat eine Fläche von 510 ha (12 % der Landgemeinde).
Nachbarorte sind Dębowiec im Norden, Iskrzyczyn im Osten, Łączka im Südosten, Ogrodzona im Süden, Gumna im Südwesten, Zamarski im Westen, sowie Hażlach im Nordwesten.

## Geschichte
Der Ort im Teschener Schlesien wurde circa 1305 im Liber fundationis episcopatus Vratislaviensis (Zehntregister des Bistums Breslau) erstmals urkundlich als Item in Goschegowitz debent esse XX mansi erwähnt. Der Name ist patronymisch abgeleitet vom Vornamen Kostka mit typischen patronymischen Wortende -(ow)ice.
Politisch gehörte das Dorf ursprünglich zum Herzogtum Teschen, dieses bestand ab 1290 in der Zeit polnischen Partikularismus. Seit 1327 bestand die Lehensherrschaft des Königreichs Böhmen, seit 1526 gehörte es zur Habsburgermonarchie.
Nach der Aufhebung der Patrimonialherrschaften war es ab 1850 eine Gemeinde in Österreichisch-Schlesien, Bezirk Bielitz und Gerichtsbezirk Skotschau.
1920, nach dem Zusammenbruch der k.u.k. Monarchie und des Polnisch-Tschechoslowakischen Grenzkriegs, kam Kostkowice zu Polen. Unterbrochen wurde dies nur durch die Besetzung Polens durch die Wehrmacht im Zweiten Weltkrieg.
Von 1975 bis 1998 gehörte Kostkowice zur Woiwodschaft Bielsko-Biała.

### Einwohnerentwicklung
| Jahr      | 1880 | 1890 | 1900 | 1910 | 1921 |
| --------- | ---- | ---- | ---- | ---- | ---- |
| Einwohner | 355  | 402  | 417  | 428  | 414  |

1. ↑  Darunter: 351 (98,9 %) polnischsprachige, 4 (1,1 %) deutschsprachige;
2. ↑  Darunter: 393 (99 %) polnischsprachige, 4 (1 %) deutschsprachige;
3. ↑  Darunter: 411 (98,5 %) polnischsprachige, 2 (0,5 %) tschechischsprachige, 4 (1 %) deutschsprachige; 246 (59 %) römisch-katholisch, 171 (41 %) evangelisch;
4. ↑  Darunter: 419 (97,9 %) polnischsprachige, 1 (0,2 %) tschechischsprachige, 8 (1,9 %) deutschsprachige; 266 (62,2 %) römisch-katholisch, 162 (37,8 %) evangelisch;
5. ↑  Darunter: 409 polnischer Nationalität, 3 israelitideutscher Nationalität, 2 anderer Nationalität; 246 römisch-katholisch, 168 evangelisch;